# Noctambule
 (juin 2025).
Si vous disposez d'ouvrages ou d'articles de référence ou si vous connaissez des sites web de qualité traitant du thème abordé ici, merci de compléter l'article en donnant les références utiles à sa vérifiabilité et en les liant à la section « Notes et références ».
|   | a | b | c | d | e | f | g | h |   |
| 8 | cercle noir sur case noire e7 · cercle noir sur case blanche d5 · cercle noir sur case noire a3 · cercle noir sur case noire c3 · Tour noire sur case blanche f3 · cercle noir sur case noire d2 · Cavalier blanc renversé sur case blanche b1 | cercle noir sur case noire e7 · cercle noir sur case blanche d5 · cercle noir sur case noire a3 · cercle noir sur case noire c3 · Tour noire sur case blanche f3 · cercle noir sur case noire d2 · Cavalier blanc renversé sur case blanche b1 | cercle noir sur case noire e7 · cercle noir sur case blanche d5 · cercle noir sur case noire a3 · cercle noir sur case noire c3 · Tour noire sur case blanche f3 · cercle noir sur case noire d2 · Cavalier blanc renversé sur case blanche b1 | cercle noir sur case noire e7 · cercle noir sur case blanche d5 · cercle noir sur case noire a3 · cercle noir sur case noire c3 · Tour noire sur case blanche f3 · cercle noir sur case noire d2 · Cavalier blanc renversé sur case blanche b1 | cercle noir sur case noire e7 · cercle noir sur case blanche d5 · cercle noir sur case noire a3 · cercle noir sur case noire c3 · Tour noire sur case blanche f3 · cercle noir sur case noire d2 · Cavalier blanc renversé sur case blanche b1 | cercle noir sur case noire e7 · cercle noir sur case blanche d5 · cercle noir sur case noire a3 · cercle noir sur case noire c3 · Tour noire sur case blanche f3 · cercle noir sur case noire d2 · Cavalier blanc renversé sur case blanche b1 | cercle noir sur case noire e7 · cercle noir sur case blanche d5 · cercle noir sur case noire a3 · cercle noir sur case noire c3 · Tour noire sur case blanche f3 · cercle noir sur case noire d2 · Cavalier blanc renversé sur case blanche b1 | cercle noir sur case noire e7 · cercle noir sur case blanche d5 · cercle noir sur case noire a3 · cercle noir sur case noire c3 · Tour noire sur case blanche f3 · cercle noir sur case noire d2 · Cavalier blanc renversé sur case blanche b1 | 8 |
| 7 | cercle noir sur case noire e7 · cercle noir sur case blanche d5 · cercle noir sur case noire a3 · cercle noir sur case noire c3 · Tour noire sur case blanche f3 · cercle noir sur case noire d2 · Cavalier blanc renversé sur case blanche b1 | cercle noir sur case noire e7 · cercle noir sur case blanche d5 · cercle noir sur case noire a3 · cercle noir sur case noire c3 · Tour noire sur case blanche f3 · cercle noir sur case noire d2 · Cavalier blanc renversé sur case blanche b1 | cercle noir sur case noire e7 · cercle noir sur case blanche d5 · cercle noir sur case noire a3 · cercle noir sur case noire c3 · Tour noire sur case blanche f3 · cercle noir sur case noire d2 · Cavalier blanc renversé sur case blanche b1 | cercle noir sur case noire e7 · cercle noir sur case blanche d5 · cercle noir sur case noire a3 · cercle noir sur case noire c3 · Tour noire sur case blanche f3 · cercle noir sur case noire d2 · Cavalier blanc renversé sur case blanche b1 | cercle noir sur case noire e7 · cercle noir sur case blanche d5 · cercle noir sur case noire a3 · cercle noir sur case noire c3 · Tour noire sur case blanche f3 · cercle noir sur case noire d2 · Cavalier blanc renversé sur case blanche b1 | cercle noir sur case noire e7 · cercle noir sur case blanche d5 · cercle noir sur case noire a3 · cercle noir sur case noire c3 · Tour noire sur case blanche f3 · cercle noir sur case noire d2 · Cavalier blanc renversé sur case blanche b1 | cercle noir sur case noire e7 · cercle noir sur case blanche d5 · cercle noir sur case noire a3 · cercle noir sur case noire c3 · Tour noire sur case blanche f3 · cercle noir sur case noire d2 · Cavalier blanc renversé sur case blanche b1 | cercle noir sur case noire e7 · cercle noir sur case blanche d5 · cercle noir sur case noire a3 · cercle noir sur case noire c3 · Tour noire sur case blanche f3 · cercle noir sur case noire d2 · Cavalier blanc renversé sur case blanche b1 | 7 |
| 6 | cercle noir sur case noire e7 · cercle noir sur case blanche d5 · cercle noir sur case noire a3 · cercle noir sur case noire c3 · Tour noire sur case blanche f3 · cercle noir sur case noire d2 · Cavalier blanc renversé sur case blanche b1 | cercle noir sur case noire e7 · cercle noir sur case blanche d5 · cercle noir sur case noire a3 · cercle noir sur case noire c3 · Tour noire sur case blanche f3 · cercle noir sur case noire d2 · Cavalier blanc renversé sur case blanche b1 | cercle noir sur case noire e7 · cercle noir sur case blanche d5 · cercle noir sur case noire a3 · cercle noir sur case noire c3 · Tour noire sur case blanche f3 · cercle noir sur case noire d2 · Cavalier blanc renversé sur case blanche b1 | cercle noir sur case noire e7 · cercle noir sur case blanche d5 · cercle noir sur case noire a3 · cercle noir sur case noire c3 · Tour noire sur case blanche f3 · cercle noir sur case noire d2 · Cavalier blanc renversé sur case blanche b1 | cercle noir sur case noire e7 · cercle noir sur case blanche d5 · cercle noir sur case noire a3 · cercle noir sur case noire c3 · Tour noire sur case blanche f3 · cercle noir sur case noire d2 · Cavalier blanc renversé sur case blanche b1 | cercle noir sur case noire e7 · cercle noir sur case blanche d5 · cercle noir sur case noire a3 · cercle noir sur case noire c3 · Tour noire sur case blanche f3 · cercle noir sur case noire d2 · Cavalier blanc renversé sur case blanche b1 | cercle noir sur case noire e7 · cercle noir sur case blanche d5 · cercle noir sur case noire a3 · cercle noir sur case noire c3 · Tour noire sur case blanche f3 · cercle noir sur case noire d2 · Cavalier blanc renversé sur case blanche b1 | cercle noir sur case noire e7 · cercle noir sur case blanche d5 · cercle noir sur case noire a3 · cercle noir sur case noire c3 · Tour noire sur case blanche f3 · cercle noir sur case noire d2 · Cavalier blanc renversé sur case blanche b1 | 6 |
| 5 | cercle noir sur case noire e7 · cercle noir sur case blanche d5 · cercle noir sur case noire a3 · cercle noir sur case noire c3 · Tour noire sur case blanche f3 · cercle noir sur case noire d2 · Cavalier blanc renversé sur case blanche b1 | cercle noir sur case noire e7 · cercle noir sur case blanche d5 · cercle noir sur case noire a3 · cercle noir sur case noire c3 · Tour noire sur case blanche f3 · cercle noir sur case noire d2 · Cavalier blanc renversé sur case blanche b1 | cercle noir sur case noire e7 · cercle noir sur case blanche d5 · cercle noir sur case noire a3 · cercle noir sur case noire c3 · Tour noire sur case blanche f3 · cercle noir sur case noire d2 · Cavalier blanc renversé sur case blanche b1 | cercle noir sur case noire e7 · cercle noir sur case blanche d5 · cercle noir sur case noire a3 · cercle noir sur case noire c3 · Tour noire sur case blanche f3 · cercle noir sur case noire d2 · Cavalier blanc renversé sur case blanche b1 | cercle noir sur case noire e7 · cercle noir sur case blanche d5 · cercle noir sur case noire a3 · cercle noir sur case noire c3 · Tour noire sur case blanche f3 · cercle noir sur case noire d2 · Cavalier blanc renversé sur case blanche b1 | cercle noir sur case noire e7 · cercle noir sur case blanche d5 · cercle noir sur case noire a3 · cercle noir sur case noire c3 · Tour noire sur case blanche f3 · cercle noir sur case noire d2 · Cavalier blanc renversé sur case blanche b1 | cercle noir sur case noire e7 · cercle noir sur case blanche d5 · cercle noir sur case noire a3 · cercle noir sur case noire c3 · Tour noire sur case blanche f3 · cercle noir sur case noire d2 · Cavalier blanc renversé sur case blanche b1 | cercle noir sur case noire e7 · cercle noir sur case blanche d5 · cercle noir sur case noire a3 · cercle noir sur case noire c3 · Tour noire sur case blanche f3 · cercle noir sur case noire d2 · Cavalier blanc renversé sur case blanche b1 | 5 |
| 4 | cercle noir sur case noire e7 · cercle noir sur case blanche d5 · cercle noir sur case noire a3 · cercle noir sur case noire c3 · Tour noire sur case blanche f3 · cercle noir sur case noire d2 · Cavalier blanc renversé sur case blanche b1 | cercle noir sur case noire e7 · cercle noir sur case blanche d5 · cercle noir sur case noire a3 · cercle noir sur case noire c3 · Tour noire sur case blanche f3 · cercle noir sur case noire d2 · Cavalier blanc renversé sur case blanche b1 | cercle noir sur case noire e7 · cercle noir sur case blanche d5 · cercle noir sur case noire a3 · cercle noir sur case noire c3 · Tour noire sur case blanche f3 · cercle noir sur case noire d2 · Cavalier blanc renversé sur case blanche b1 | cercle noir sur case noire e7 · cercle noir sur case blanche d5 · cercle noir sur case noire a3 · cercle noir sur case noire c3 · Tour noire sur case blanche f3 · cercle noir sur case noire d2 · Cavalier blanc renversé sur case blanche b1 | cercle noir sur case noire e7 · cercle noir sur case blanche d5 · cercle noir sur case noire a3 · cercle noir sur case noire c3 · Tour noire sur case blanche f3 · cercle noir sur case noire d2 · Cavalier blanc renversé sur case blanche b1 | cercle noir sur case noire e7 · cercle noir sur case blanche d5 · cercle noir sur case noire a3 · cercle noir sur case noire c3 · Tour noire sur case blanche f3 · cercle noir sur case noire d2 · Cavalier blanc renversé sur case blanche b1 | cercle noir sur case noire e7 · cercle noir sur case blanche d5 · cercle noir sur case noire a3 · cercle noir sur case noire c3 · Tour noire sur case blanche f3 · cercle noir sur case noire d2 · Cavalier blanc renversé sur case blanche b1 | cercle noir sur case noire e7 · cercle noir sur case blanche d5 · cercle noir sur case noire a3 · cercle noir sur case noire c3 · Tour noire sur case blanche f3 · cercle noir sur case noire d2 · Cavalier blanc renversé sur case blanche b1 | 4 |
| 3 | cercle noir sur case noire e7 · cercle noir sur case blanche d5 · cercle noir sur case noire a3 · cercle noir sur case noire c3 · Tour noire sur case blanche f3 · cercle noir sur case noire d2 · Cavalier blanc renversé sur case blanche b1 | cercle noir sur case noire e7 · cercle noir sur case blanche d5 · cercle noir sur case noire a3 · cercle noir sur case noire c3 · Tour noire sur case blanche f3 · cercle noir sur case noire d2 · Cavalier blanc renversé sur case blanche b1 | cercle noir sur case noire e7 · cercle noir sur case blanche d5 · cercle noir sur case noire a3 · cercle noir sur case noire c3 · Tour noire sur case blanche f3 · cercle noir sur case noire d2 · Cavalier blanc renversé sur case blanche b1 | cercle noir sur case noire e7 · cercle noir sur case blanche d5 · cercle noir sur case noire a3 · cercle noir sur case noire c3 · Tour noire sur case blanche f3 · cercle noir sur case noire d2 · Cavalier blanc renversé sur case blanche b1 | cercle noir sur case noire e7 · cercle noir sur case blanche d5 · cercle noir sur case noire a3 · cercle noir sur case noire c3 · Tour noire sur case blanche f3 · cercle noir sur case noire d2 · Cavalier blanc renversé sur case blanche b1 | cercle noir sur case noire e7 · cercle noir sur case blanche d5 · cercle noir sur case noire a3 · cercle noir sur case noire c3 · Tour noire sur case blanche f3 · cercle noir sur case noire d2 · Cavalier blanc renversé sur case blanche b1 | cercle noir sur case noire e7 · cercle noir sur case blanche d5 · cercle noir sur case noire a3 · cercle noir sur case noire c3 · Tour noire sur case blanche f3 · cercle noir sur case noire d2 · Cavalier blanc renversé sur case blanche b1 | cercle noir sur case noire e7 · cercle noir sur case blanche d5 · cercle noir sur case noire a3 · cercle noir sur case noire c3 · Tour noire sur case blanche f3 · cercle noir sur case noire d2 · Cavalier blanc renversé sur case blanche b1 | 3 |
| 2 | cercle noir sur case noire e7 · cercle noir sur case blanche d5 · cercle noir sur case noire a3 · cercle noir sur case noire c3 · Tour noire sur case blanche f3 · cercle noir sur case noire d2 · Cavalier blanc renversé sur case blanche b1 | cercle noir sur case noire e7 · cercle noir sur case blanche d5 · cercle noir sur case noire a3 · cercle noir sur case noire c3 · Tour noire sur case blanche f3 · cercle noir sur case noire d2 · Cavalier blanc renversé sur case blanche b1 | cercle noir sur case noire e7 · cercle noir sur case blanche d5 · cercle noir sur case noire a3 · cercle noir sur case noire c3 · Tour noire sur case blanche f3 · cercle noir sur case noire d2 · Cavalier blanc renversé sur case blanche b1 | cercle noir sur case noire e7 · cercle noir sur case blanche d5 · cercle noir sur case noire a3 · cercle noir sur case noire c3 · Tour noire sur case blanche f3 · cercle noir sur case noire d2 · Cavalier blanc renversé sur case blanche b1 | cercle noir sur case noire e7 · cercle noir sur case blanche d5 · cercle noir sur case noire a3 · cercle noir sur case noire c3 · Tour noire sur case blanche f3 · cercle noir sur case noire d2 · Cavalier blanc renversé sur case blanche b1 | cercle noir sur case noire e7 · cercle noir sur case blanche d5 · cercle noir sur case noire a3 · cercle noir sur case noire c3 · Tour noire sur case blanche f3 · cercle noir sur case noire d2 · Cavalier blanc renversé sur case blanche b1 | cercle noir sur case noire e7 · cercle noir sur case blanche d5 · cercle noir sur case noire a3 · cercle noir sur case noire c3 · Tour noire sur case blanche f3 · cercle noir sur case noire d2 · Cavalier blanc renversé sur case blanche b1 | cercle noir sur case noire e7 · cercle noir sur case blanche d5 · cercle noir sur case noire a3 · cercle noir sur case noire c3 · Tour noire sur case blanche f3 · cercle noir sur case noire d2 · Cavalier blanc renversé sur case blanche b1 | 2 |
| 1 | cercle noir sur case noire e7 · cercle noir sur case blanche d5 · cercle noir sur case noire a3 · cercle noir sur case noire c3 · Tour noire sur case blanche f3 · cercle noir sur case noire d2 · Cavalier blanc renversé sur case blanche b1 | cercle noir sur case noire e7 · cercle noir sur case blanche d5 · cercle noir sur case noire a3 · cercle noir sur case noire c3 · Tour noire sur case blanche f3 · cercle noir sur case noire d2 · Cavalier blanc renversé sur case blanche b1 | cercle noir sur case noire e7 · cercle noir sur case blanche d5 · cercle noir sur case noire a3 · cercle noir sur case noire c3 · Tour noire sur case blanche f3 · cercle noir sur case noire d2 · Cavalier blanc renversé sur case blanche b1 | cercle noir sur case noire e7 · cercle noir sur case blanche d5 · cercle noir sur case noire a3 · cercle noir sur case noire c3 · Tour noire sur case blanche f3 · cercle noir sur case noire d2 · Cavalier blanc renversé sur case blanche b1 | cercle noir sur case noire e7 · cercle noir sur case blanche d5 · cercle noir sur case noire a3 · cercle noir sur case noire c3 · Tour noire sur case blanche f3 · cercle noir sur case noire d2 · Cavalier blanc renversé sur case blanche b1 | cercle noir sur case noire e7 · cercle noir sur case blanche d5 · cercle noir sur case noire a3 · cercle noir sur case noire c3 · Tour noire sur case blanche f3 · cercle noir sur case noire d2 · Cavalier blanc renversé sur case blanche b1 | cercle noir sur case noire e7 · cercle noir sur case blanche d5 · cercle noir sur case noire a3 · cercle noir sur case noire c3 · Tour noire sur case blanche f3 · cercle noir sur case noire d2 · Cavalier blanc renversé sur case blanche b1 | cercle noir sur case noire e7 · cercle noir sur case blanche d5 · cercle noir sur case noire a3 · cercle noir sur case noire c3 · Tour noire sur case blanche f3 · cercle noir sur case noire d2 · Cavalier blanc renversé sur case blanche b1 | 1 |
|   | a | b | c | d | e | f | g | h |   |

Le Noctambule (ou Cavalier de la Nuit) est une pièce d'échecs féerique inventée par Thomas Dawson en 1925[réf. nécessaire].
C'est une pièce à longue portée qui peut cumuler en un seul coup plusieurs « sauts » de cavalier.
Il est représenté par un cavalier inversé et est noté N.
Sur le diagramme ci-contre, le noctambule b1, peut atteindre les cases marquées d'un point noir, a3, c3, d5, e7 et d2, peut prendre la tour noire en f3, mais ne peut pas aller en h4 à cause de la tour noire f3.
C'est, avec la sauterelle, l'une des deux pièces féeriques les plus utilisées dans les problèmes d'échecs féeriques[réf. nécessaire].